# Marie de Croÿ
Marie Élisabeth Louise de Croÿ, de la Maison de Croÿ, née le 26 novembre 1875 à Londres et morte le 20 juin 1968 à Saint-Benin-d'Azy, est une princesse belge qui s'est signalée par ses actions de résistance pendant les deux Guerres mondiales. 

## Biographie
La princesse est la fille du prince Alfred de Croÿ (1842-1888) et de son épouse anglaise Elizabeth Mary Parnell (1855-1912).

### Première Guerre mondiale
Lors de la Première Guerre mondiale, elle met sur pied un réseau d'espionnage et lutte contre l'occupant au côté d'Edith Cavell et Jeanne de Belleville en permettant à des soldats alliés de regagner l'Angleterre, depuis son château de Bellignies, via Bruxelles et la Hollande. À Bruxelles, les soldats étaient hébergés dans la clinique d’Edith Cavell. Lorsqu'Edith Cavell est arrêtée en août 1915, le réseau est démantelé et Marie de Croÿ est arrêtée à son tour en septembre 1915. Dans un premier temps, en raison de son rang et de la branche allemande de sa famille, elle bénéficie d'une chambre à la Kommandantur et des services d’une femme de chambre, alors que les autres personnes arrêtées sont détenues à la prison de Saint-Gilles. Son frère a pu échapper à l’arrestation en fuyant en Angleterre.
Elle est condamnée à dix années de travaux forcés par les Allemands et déportée. Elle est incarcérée à la prison de Siegburg où elle retrouve Jeanne de Belleville et se lie d'amitié avec Marthe Boël. Guillaume II, à la suite des demandes incessantes du roi d'Espagne Alphonse XIII et du nonce apostolique, Monseigneur Pacelli, lui offre la liberté qu'elle refuse puisque ses compagnes d'infortune ne peuvent en bénéficier également. Les conditions sanitaires de la prison de Siegburg étant déplorables, et la malnutrition généralisée, Marie de Croÿ doit être admise à l'hôpital de Bonn le 4 août 1917. Elle est libérée de sa captivité le 13 novembre 1918.
Elle est très liée avec la reine Elisabeth de Belgique et la reine Marie de Grande-Bretagne.

### Seconde Guerre mondiale
Durant la Seconde Guerre mondiale, elle adopte le même comportement héroïque. Elle cache notamment le général Giraud qui s'était évadé de son lieu de captivité en Allemagne. Elle est arrêtée à Lille.

### Fin de vie
Marie de Croÿ meurt le 20 juin 1968 dans le petit village de Saint-Benin-d'Azy, dans le département de la Nièvre, où la famille de son frère Léopold prince de Croÿ-Solre (1877-1965) possède les châteaux d'Azy et La Vieille Régie.
En 2013, la ville de Bellignies inaugure la Place Marie de Croÿ.
Les archives de Marie de Croÿ sont conservées aux Archives de l'état de Belgique à Mons.

## Ses témoignages
Marie de Croÿ a écrit :
- Le martyre des pays envahis, souvenirs de la Princesse de Croÿ, Paris, Plon, 1933.
- Souvenirs de guerre et de captivité, in la Revue générale, 1933.
- Le Martyre des pays envahis (1914-1918). Souvenirs de la princesse Marie de Croy. Lettre-préface du comte de Broqueville. Avec 8 gravures hors texte, Paris, Plon, 1933, 283 p.  Édition : Paris, impr.-libr. Plon, 8, rue Garancière , 1933. (17 juillet.) In-16, 283 p. [5876]
- Hélène Amalric (présent.), Princesse et combattante. Mémoires de Marie de Croÿ, Omnibus, 2015, 208 p.  (ISBN 978-2-258-11670-2)

## Décorations
- Chevalier de l'ordre de Léopold
- Chevalière de la Légion d'honneur avec croix de guerre
- Ordre de l'Empire britannique à titre civil (chevalier)